# Rječica Gornja
Rječica Gornja (cyr. Рјечица Горња) – wieś w Bośni i Hercegowinie, w Republice Serbskiej, w mieście Doboj. W 2013 roku liczyła 314 mieszkańców.